# Astrocaryum chambira
Astrocaryum chambira är en enhjärtbladig växtart som beskrevs av Karl Ewald Maximilian Burret. Astrocaryum chambira ingår i släktet Astrocaryum och familjen Arecaceae. Inga underarter finns listade i Catalogue of Life.